# 保平乡
保平乡，是中华人民共和国广西壮族自治区河池市金城江区下辖的一个乡镇级行政单位。

## 行政区划
保平乡下辖以下地区：
保平社区、天堂村、古帝村、纳六村、下洛村、塘静村、元洞村和长洞村。